# Catherine Foster

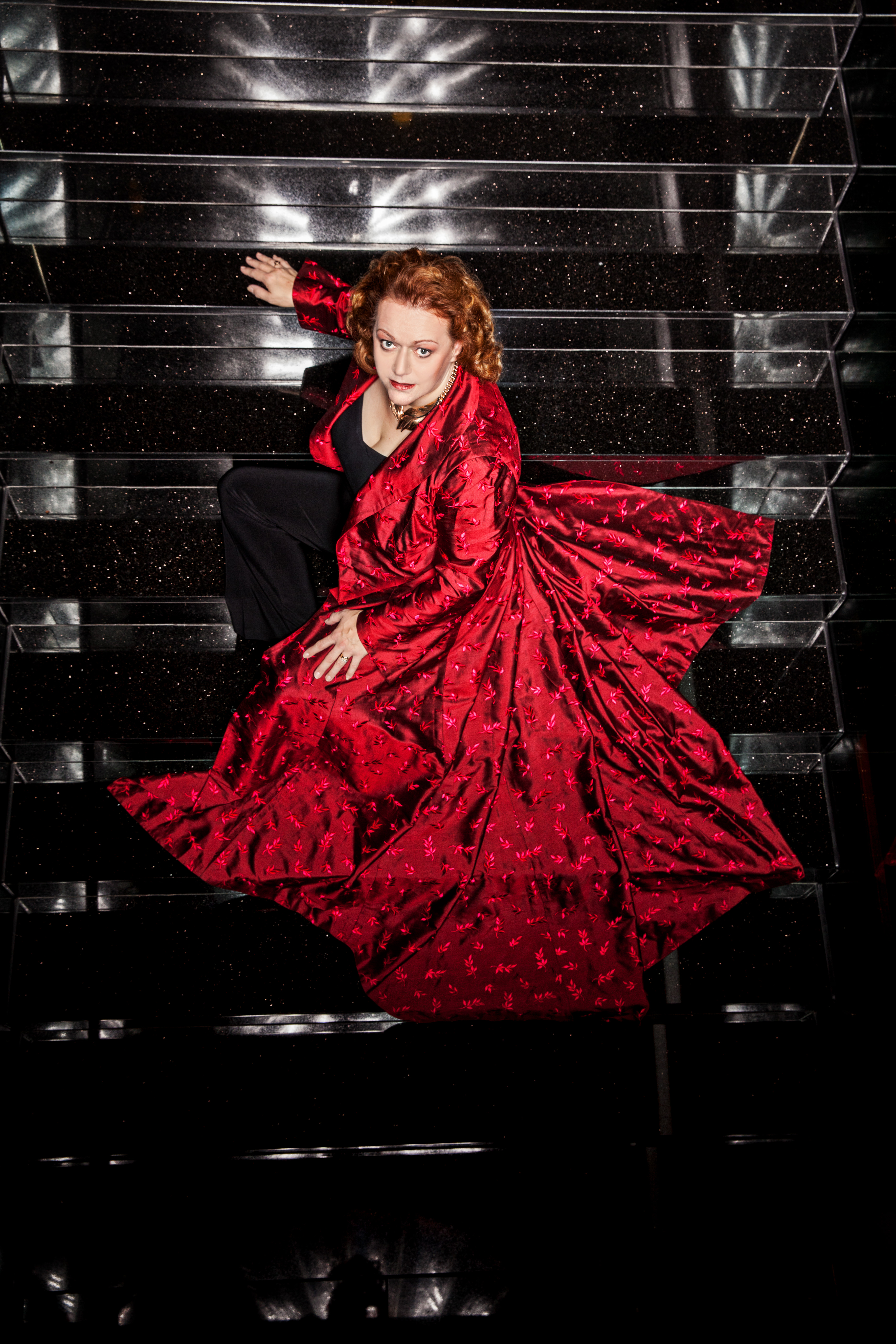
Catherine Foster (2017)

Catherine Foster (* 1975 in Nottingham) ist eine britische Opernsängerin mit der Stimmlage Sopran. 

## Ausbildung
Catherine Foster arbeitete vor ihrer Ausbildung zur Sängerin als Krankenschwester und Hebamme. Ihr Gesangsstudium begann sie 1995 am Birmingham Conservatoire, bevor sie durch ein Stipendium als Preisträgerin des „Dame Eva Turner Awards“ an das Royal Northern College of Music wechselte und schließlich am National Opera Studio in London 1999 ihre Ausbildung abschloss.

## Karriere
Während ihres Engagements am Nationaltheater Weimar übernahm Foster zunächst vor allem Rollen des jugendlich-dramatischen Soprans, wie Mimi (La Bohème), Elisabeth (Tannhäuser), Leonore (Il trovatore und Fidelio), Senta (Der Fliegende Holländer), Abigaille (Nabucco) und Elektra (Idomeneo).
Später erfolgte ein Wechsel ins dramatische Fach. Foster erweiterte ihr Repertoire u. a. um die Titelrollen in Elektra, Tosca, Isolde und Turandot sowie der Brünnhilde (Der Ring des Nibelungen). Die Darbietung aller drei Brünnhilden in einer Neuinszenierung des Der Ring des Nibelungen in Weimar, die auch als DVD-Produktion vorliegt, verhalf Foster zu überregionaler Bekanntheit. Seit 2011 ist Catherine Foster als freischaffende Sängerin tätig.
Neben ihrem festen Engagement am Deutschen Nationaltheater in Weimar, gastierte die Künstlerin an bedeutenden nationalen und internationalen Bühnen, beispielsweise der Semperoper, der Deutschen Oper Berlin, der Staatsoper Hamburg, der Oper Köln, der Oper Frankfurt und darüber hinaus in Shanghai, Budapest, Riga, Helsinki, Copenhagen und Nizza. 
2013 gab Foster ihr Debüt bei den Bayreuther Festspielen als Brünnhilde in Wagners Ring des Nibelungen unter der Regie von Frank Castorf. Unter den Dirigenten Kirill Petrenko und Marek Janowski sang sie in den Folgejahren sämtliche Wiederaufnahmen dieser Produktion. 

## Diskografie

### CD-Veröffentlichungen
- 2000: Martyr of Antioch eine Oper von Arthur Sullivan, Symposium Record für das Buxton Festival
- 2009: Siegfried, Live-Mitschnitt Hamburg 2009

### DVD-Veröffentlichungen
- 2008: Die Walküre, Live-Mitschnitt Deutsches Nationaltheater Weimar
- 2008: Siegfried, Live-Mitschnitt Deutsches Nationaltheater Weimar
- 2008: Götterdämmerung, Live-Mitschnitt Deutsches Nationaltheater Weimar